# Vladimir Peniakoff
Vladimir »Popski« Peniakoff, DSO, MC (angleško Wladimir Peniakoff, vzdevek Popsky); britanski častnik rusko-belgijskega rodu; * 30. marec 1897, † 15. maj 1951.

## Vojaška kariera
Med drugo svetovno vojno je bil ustanovitelj in poveljnik t. i. Popskijeve privatne vojske.